# Feria de Agosto
Die Feria de Agosto ist ein Volksfest in Málaga. Sie wird seit 500 Jahren als das größte Sommerfest der Costa del Sol und – nach Aussage der Malagueños – des ganzen Mittelmeerraumes gefeiert. Die Feria war schon immer „offen“, d. h., für jeden Besucher sind alle Konzerte, Casetas (Zelte) usw. frei zugänglich. Einladungen wie in Sevilla sind nicht notwendig.
Jedes Jahr im August findet dieses Volksfest statt, normalerweise vom 2. bis zum 3. Samstag im August, aber nur, wenn gewährleistet ist, dass der Feiertag Toma de Málaga por los Reyes Católicos (Tag, als die Kreuzzügler in Málaga einmarschierten) darunter ist, zu deren Ehren die Feria stattfindet. Wenn dies nicht der Fall ist, wird die Feria eine Woche nach vorn geschoben.

## Ablauf

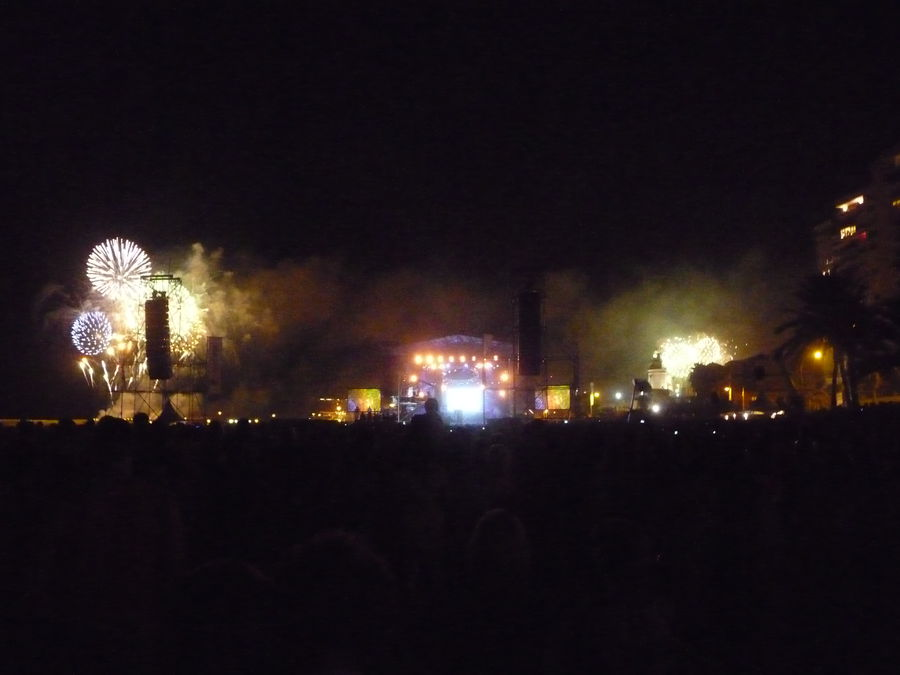
Eröffnung der Feria

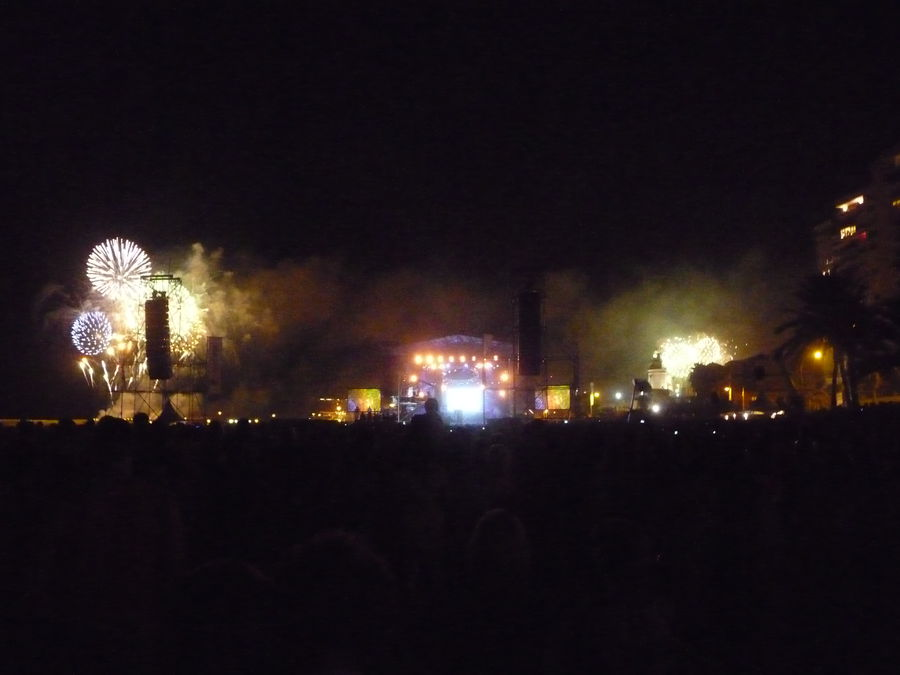
Am Strand Málagas, der Malagueta, sind am Eröffnungsabend jedes Jahr rund 200 000 Menschen

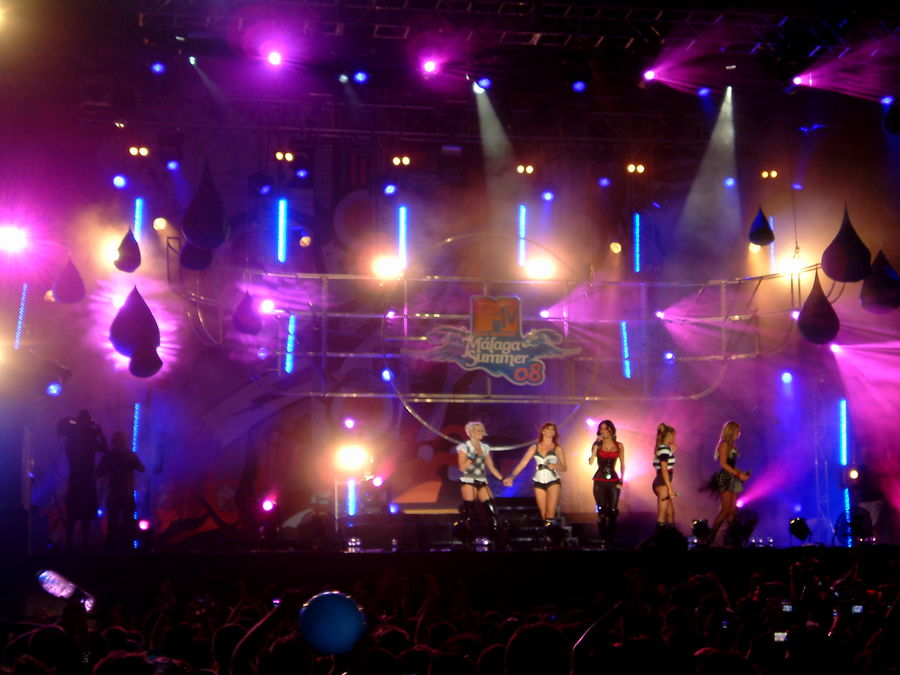
2009 eröffneten die Pussycat Dolls die Feria

Die Feria beginnt jedes Jahr in der Nacht von Freitag auf Samstag genau um Mitternacht mit der Begrüßung durch den Bürgermeister von Málaga. Es folgt nach zehn Minuten der so genannte Pregón. Dieser wird jedes Jahr von einem anderen Prominenten gehalten, der aus Málaga stammt. Der Pregón ist eine „Liebeserklärung“ an die Stadt, wobei Land, Menschen und Sitten und Gebräuche der Stadt in den Mittelpunkt gestellt werden.
Pregóneros/as seit 2000:
- 2000: Antonio Banderas
- 2001: Fernando Hierro
- 2002: ?,
- 2003: Antonio Garrido Moraga
- 2004: Julio Iglesias
- 2005: Estrella Morente
- 2006: Diana Navarro
- 2007: Pasión Vega
- 2008: Carlos Alejandro Sierra Fumero (Sandro)
- 2009: Manuel Bandera
- 2010: Javier Ojeda
- 2011: Pablo Alborán
- 2012: Dani Rovira
- 2013: Antonio De La Torre
- 2015: Pablo López
- 2016: Vanesa Martín
- 2017: María Del Mar Rodríguez (La Mari de Chambao)

Im Anschluss findet das Eröffnungsfeuerwerk (ca. 30 Minuten, jeweils am Hafen sowie am Strand „Malagueta“) statt. Dann folgen Konzerte bis zum frühen Morgen.
Am Samstag, dem eigentlichen Feria-Beginn, findet gegen 11 Uhr eine Prozession beginnend vom Rathaus statt, die gegen 13 Uhr endet. Nun beginnt die Feria del dia im Stadtzentrum. Bis zu 500 000 Menschen sind auf den Straßen, essen, trinken, tanzen, sehen Konzerte oder Flamencoaufführungen.

## Feria Del Dia

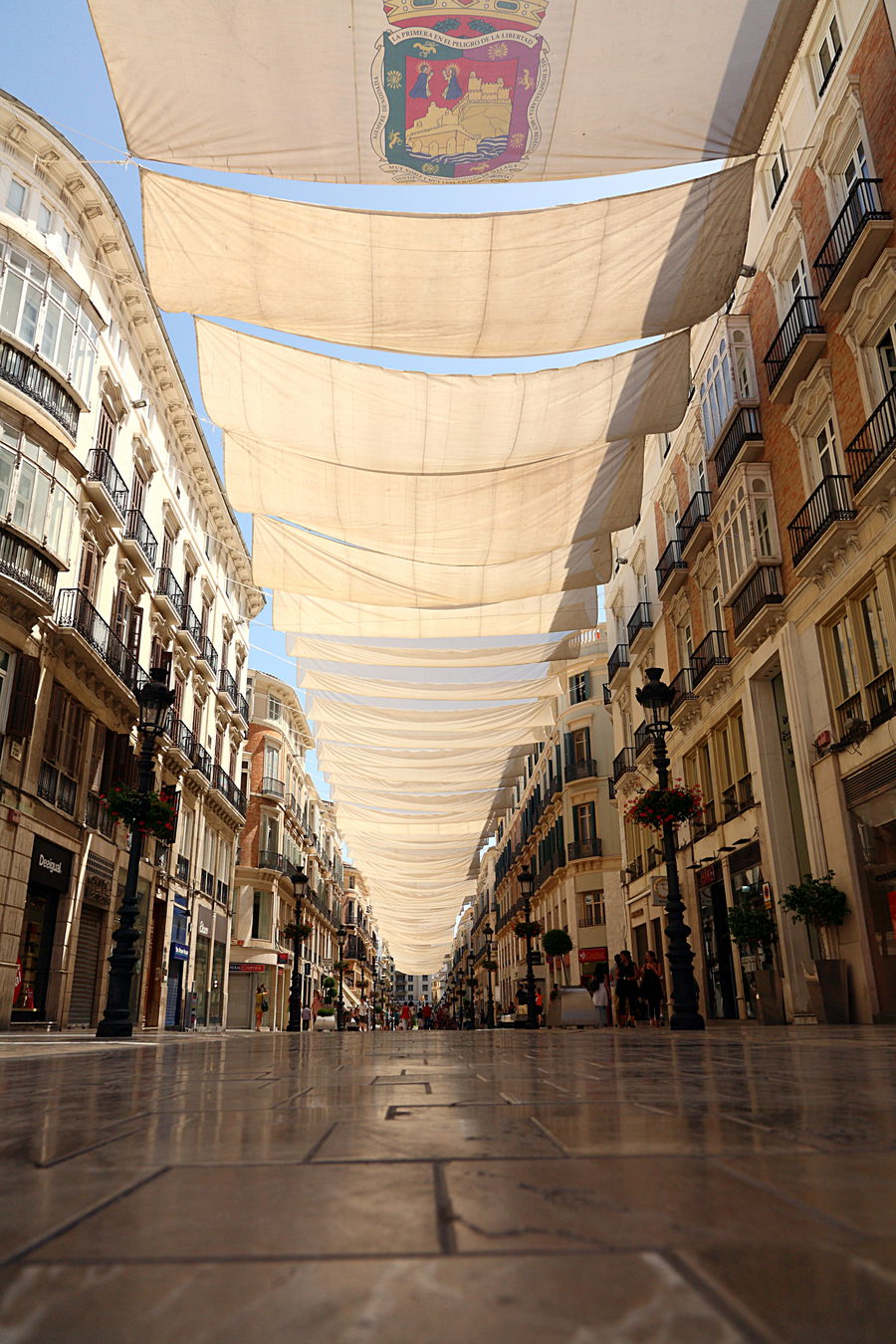
Calle Larios am Tag vor der Feria

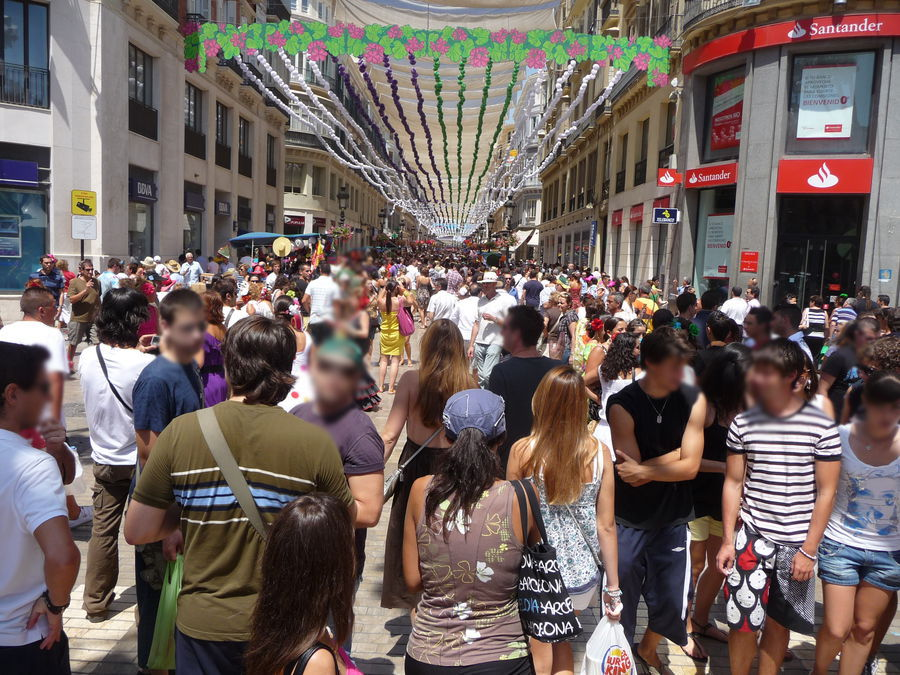
Calle Larios Samstag Mittag, am ersten Tag um ca. 15 Uhr

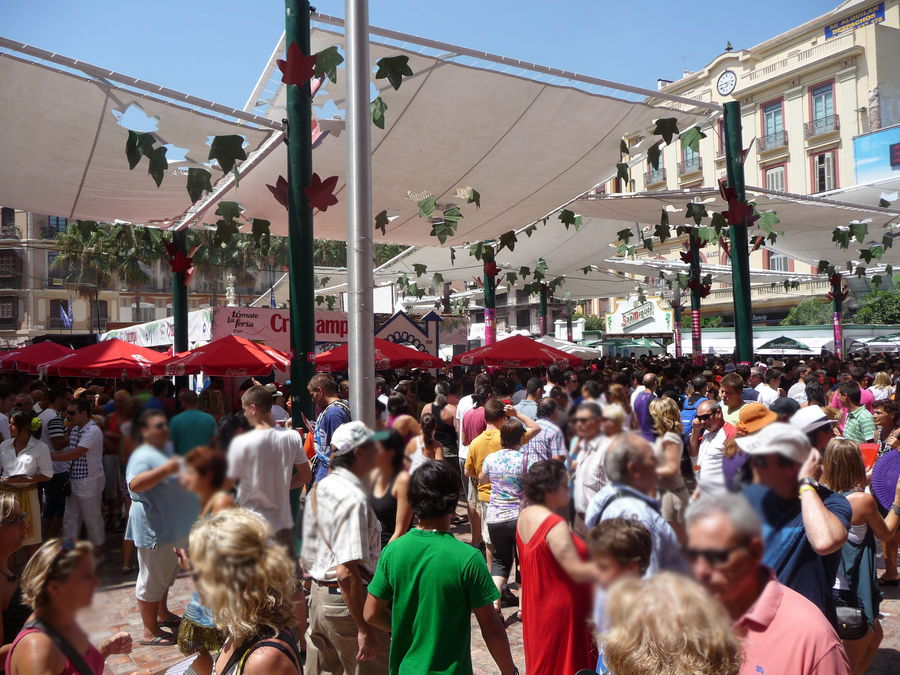
Der zentrale Platz derFeria del Dia, Plaza Constitucion

Die Innenstadt ist gefüllt mit Menschen, welche volksfestartig an vielen Ständen essen und trinken können. Auf Bühnen gibt es Livemusik sowie Vorführungen von Folkloregruppen (z. B. der Verdiales aus den Bergen Málagas). An einigen Plätzen, wie dem Plaza Mitjana oder dem Plaza de la constitución, gibt es eine Art Open-Air-Diskothek. Der typische Musikstil ist hierbei aktueller spanischer Pop sowie Rumba-Flamenca. Auf anderen Plätzen gibt es Flamencovorführungen sowie auch viele Menschen, welche Flamenco (vor allem Sevillanas) auf den Straßen tanzen.

## Feria de la Noche
Etwas außerhalb des Zentrums befindet sich der Recinto Ferial (auch Real genannt). Während der Feria fährt fast jeder Bus hier vorbei. Besonders die Linie 11, aber auch viele andere verkehren den ganzen Tag im Abstand von 10 Minuten.
Der Real teilt sich in zwei Bereiche, welche durch einen mittleren Platz getrennt sind: Ein Bereich hat die typischen Jahrmarktsattraktionen wie Riesenrad, Schießbuden, Achterbahn usw. Der andere Bereich besteht aus etwa 150 Casetas. Diese Gebäude sind im Grunde so etwas wie Festzelte ohne Dach. Man kann in vielen tagsüber und abends essen, nachts läuft dort in der Regel ein Disco- und Partybetrieb. Die Casetas werden entweder von Vereinen (den Peñas) oder von Clubs/Restaurants der Stadt betrieben. An den Wochenenden befinden sich nachts bis zu 700.000 Menschen auf dem Real. Am letzten Tag wird hier die Feria mit einem Feuerwerk beendet.

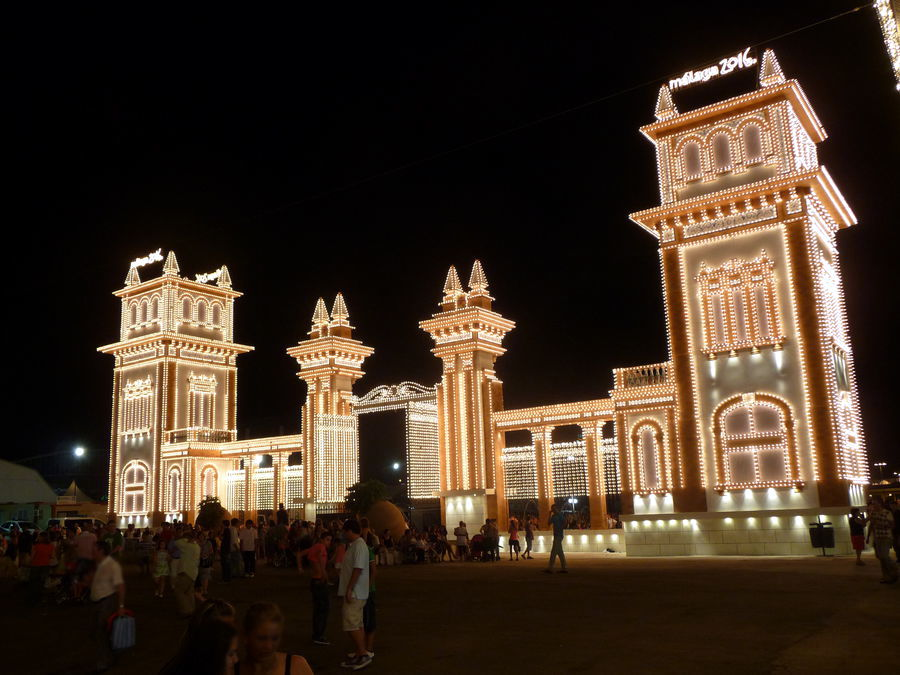
Eingang Recinto Ferial, Málaga
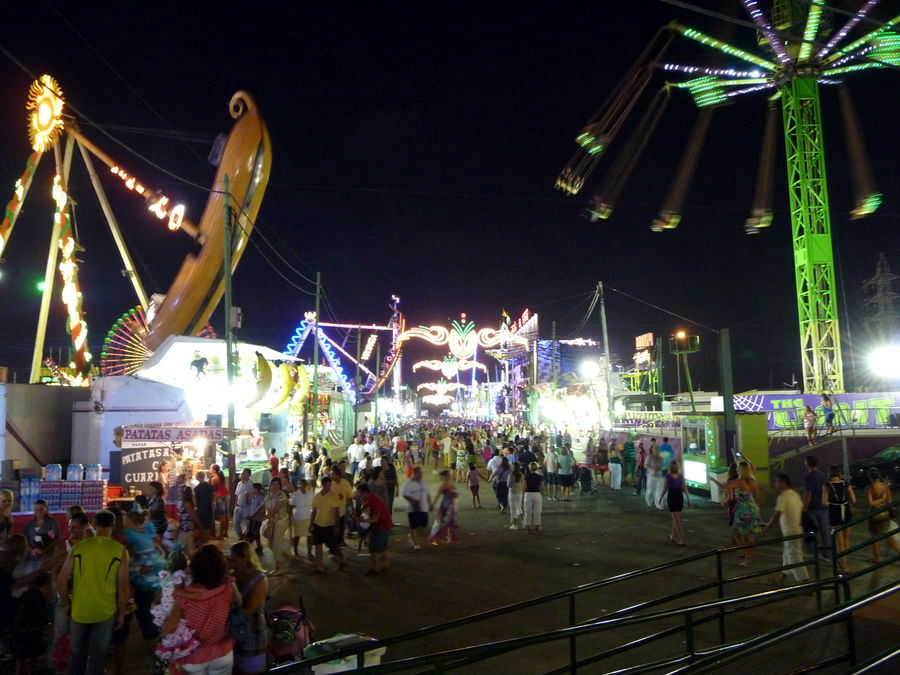
Recinto Ferial, Kirmes auf der einen Hälfte der Feria de la Noche
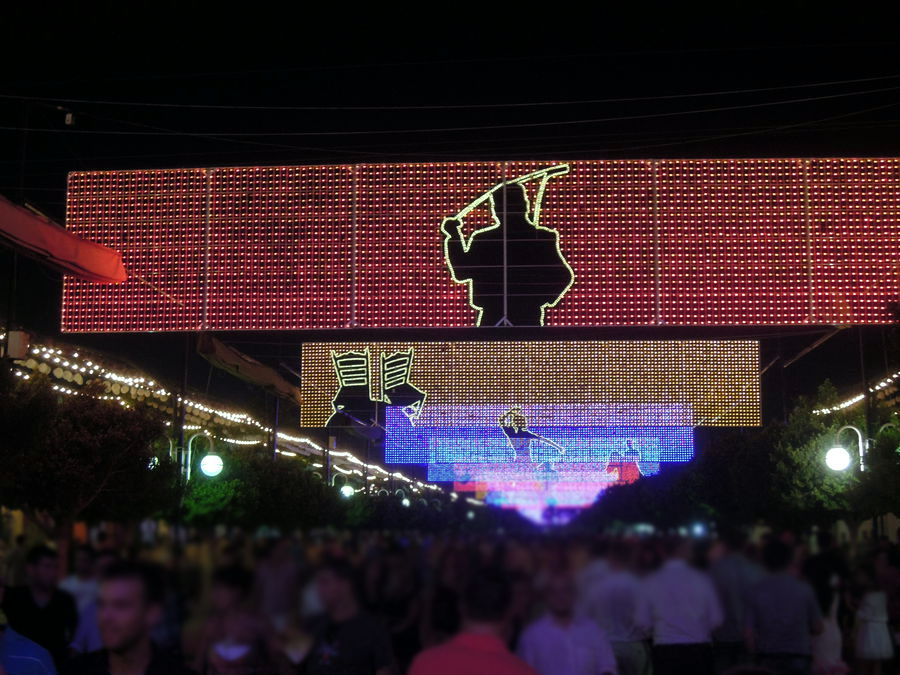
Recinto Ferial, Casetas, Diskotheken und jede Menge zu essen auf der anderen Hälfte der Feria
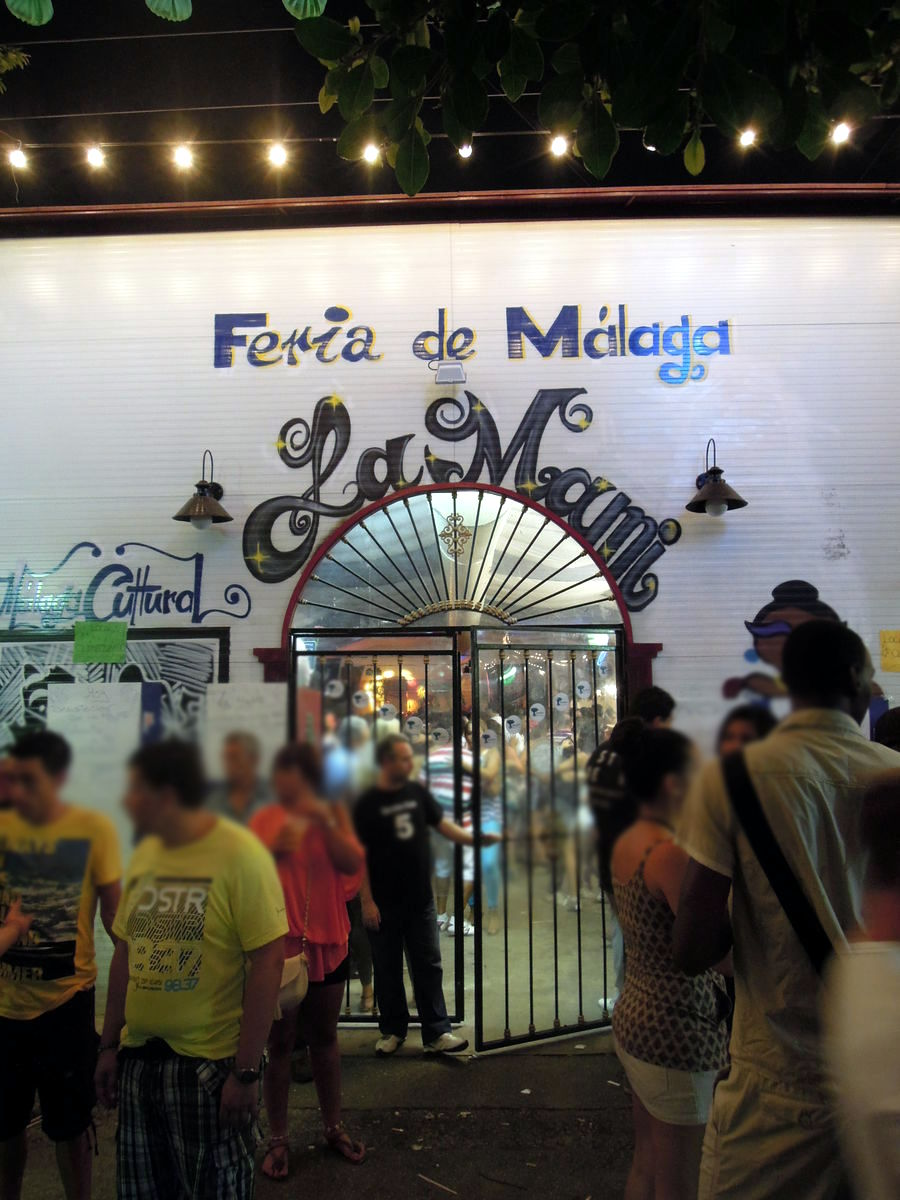
Salsa Caseta
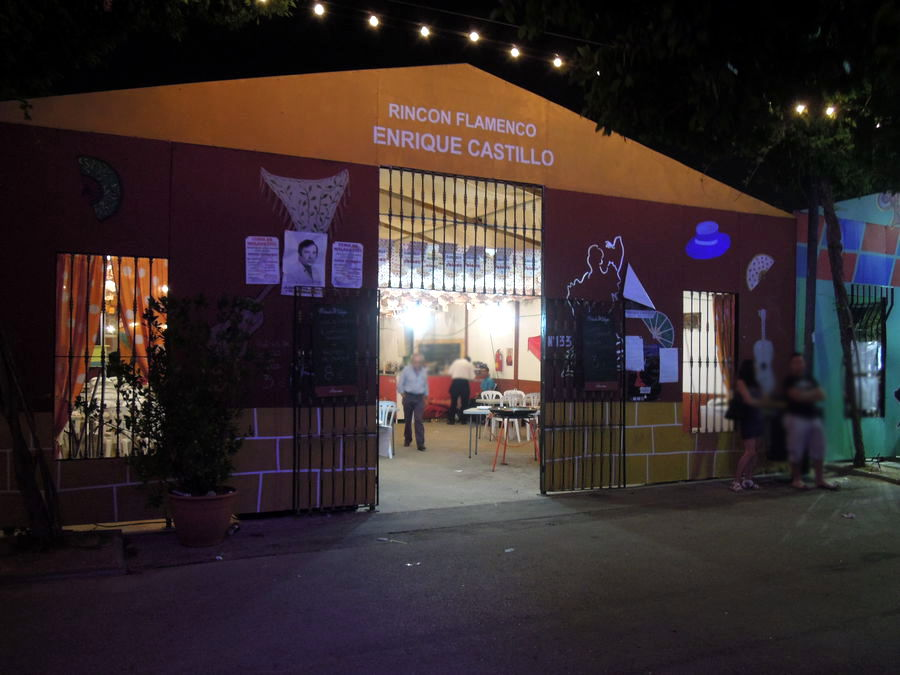
Typische Caseta

## Besonderheiten
- Verdiales: Volksmusik aus den Bergen Málagas
- Cartojal: der süße Wein (ein Moskatel), welcher nur zur Feria verkauft wird. Er ist sehr stark (15 Volumenprozent) und wird eiskalt getrunken
- Wahl der Feriakönigin und des Feriakönigs (Auswahl als Schönheitswettkampf!)

Livekonzerte:
- Auditorio Municipal – jede Nacht ab Mitternacht
- Caseta de la Juventud – jede Nacht ab Mitternacht
- Konzerte in der Innenstadt (z. B. Calle Larios, Plaza …)